# ReLIT
ReLIT（りりっと）は2021年8月、株式会社DDから｢DDベイビーズオーディション｣によって、研修生からデビューした7人組アイドルグループ。"Re"= 繰り返す、"LIT"= 楽しい・最高、楽しいや最高を繰り返すという意味。ファンネームはりりったー。

## メンバー

### メンバー
| 名前                              | ニックネーム         | メンバーカラー     | 誕生日   | 血液型 | 出身地                     | 身長    | その他                     |
| --------------------------------- | -------------------- | ------------------ | -------- | ------ | -------------------------- | ------- | -------------------------- |
| 青野精一郎 （あおのせいいちろう） | 青野さん、青ちゃん   | ブルー             | 8月9日   | A型    | 京都府                     | 173cm   | リーダー                   |
| 綾野れん （あやのれん）           | れんくん、れんれん   | レッド             | 2月22日  | O型    | 新潟県                     | 169cm   | パリパリに所属             |
| 黄ノ瀬はるき （きのせはるき）     | はるきくん           | イエロー           | 7月15日  | A型    | フィリピン生まれ山形県育ち | 172cm   | メロメロに所属             |
| 滝かなた （たきかなた）           | かなたくん、かぴ     | エメラルドグリーン | 10月26日 | A型    | 神奈川県                   | 180cm   | パリパリに所属             |
| 宮前まさや （みやまえまさや）     | まさやくん           | ピンク             | 5月13日  | A型    | 東京都                     | 171cm   | ピカピカチューンズ！に所属 |
| 仁科ひびき （にしなひびき）       | ひびきくん、じんくん | グリーン           | 5月30日  | B型    | 群馬県                     | 162.7cm | もちもちに所属             |
| 朝賀立 （あさがりゅう）           | りゅうちゃん         | ホワイト           | 2月3日   | A型    | 宮城県                     | 175.3cm |                            |

## グループ略歴

### 2021年
- 8月28日 - 神田明神ホールにて行われた『DDベイビーズデビューオーディションFINAL』の結果から、青野精一郎/綾野れん/はるき/かなた/まさや/じんくん/りゅう、の7人が株式会社DD新グループ『ReLIT』(リリット)としてデビューが決定。
- 9月17日 - 大田区民ホール・アプリコにてお披露目公演『ReLIT the FIRST』開催。
- 10月29日 - 1stシングル『曇天、けふを往く』発売。 サンシャインシティ 噴水広場にて発売記念フリーライブ開催。
- 11月3日、13日、20日 - ReLIT東名阪ツアー『ジャンプ!!』開催。(名古屋CLUB QUATTRO、梅田CLUB QUATTRO、新宿ReNY)

### 2022年
- 1月3日 - 池袋 DDLIVECAFEcosmic!! にてDDお正月ライブ2022 『ReLITお正月ライブ』開催。
- 2月5日、6日 - 『ReLIT〜全国ライブハウスへいこうよ〜 山口公演』開催。(周南RISING HALL)
- 2月12日 - 『バレンタインイベント2022 』開催。(横浜・YTJホール)
- 2月23日 - 『綾野れん聖誕祭』開催。(池袋 DDLIVECAFEcosmic!!)
- 2月26日 - 『ReLIT〜全国ライブハウスへいこうよ〜 栃木公演』開催。(HEAVEN'S ROCK 宇都宮VJ-2)
- 3月3日 - 『朝賀立聖誕祭』(池袋 DDLIVECAFEcosmic!!)
- 3月11日 - 楽曲サブスクリプション開始
- 3月12日、13日 - 『ReLIT〜全国ライブハウスへいこうよ〜 熊本公演』開催。(熊本B.9 V2)
- 3月19日 - 『ReLIT〜全国ライブハウスへいこうよ〜 岐阜公演』開催。(CRUB ROOTS)
- 5月14日 - 『宮前まさや聖誕祭』開催。(池袋 DDLIVECAFEcosmic!!)
- 5月30日 - 『仁科ひびき聖誕祭』開催。(池袋 DDLIVECAFEcosmic!!)
- 6月25日、26日 - 『ReLIT〜全国ライブハウスへいこうよ〜 秋田公演』開催。（club SWINDLE）
- 7月1日 - 1stアルバム『BLUE』発売。
- 7月10日 - 『ReLIT〜全国ライブハウスへいこうよ〜 広島公演』開催。（SECOND CRUTCH）
- 7月15日 - 『黄ノ瀬はるき聖誕祭』開催。(池袋 DDLIVECAFEcosmic!!)
- 8月9日 - 『青野精一郎聖誕祭』開催。(池袋 DDLIVECAFEcosmic!!)
- 9月17日 - 神田明神ホールにて1周年記念ライブ『ReLIT 1st Anniversary!!』開催。
- 9月25日 - 『ReLIT〜全国ライブハウスへいこうよ〜 福岡公演』開催。（DRUM SON）
- 10月15日 - 『ReLIT〜全国ライブハウスへいこうよ〜 山梨公演』開催。（甲府CONVICTION）
- 10月28日 - 『滝かなた聖誕祭』開催。(池袋 DDLIVECAFEcosmic!!)
- 11月11日 - 2ndシングル『ニヒっ』を発売。 サンシャインシティ 噴水広場にて発売記念フリーライブ開催。

### 2023年
- 2月18日 - 『朝賀立 聖誕祭2023』開催。（池袋 DD LIVE CAFE cosmic!!）
- 2月26日 - 『綾野れん 聖誕祭2023』開催。（池袋 DD LIVE CAFE cosmic!!）
- 4月29日 - 『ReLIT ライブハウスツアー2023春夏-GAISEN!!!!!!!-』開始。
- 5月12日 - 3rdシングル『“挑戦者”のテーマ』を発売。サンシャインシティ 噴水広場にて発売記念フリーライブ開催。
- 5月14日 - 『宮前まさや 聖誕祭2023』開催。（池袋 DD LIVE CAFE cosmic!!）
- 5月日 - 『仁科ひびき 聖誕祭2023』開催。（池袋 DD LIVE CAFE cosmic!!）
- 7月15日 - 『黄ノ瀬はるき 聖誕祭2023』開催。（池袋 DD LIVE CAFE cosmic!!）
- 8月9日 - 『青野精一郎 聖誕祭2023』開催。（池袋 DD LIVE CAFE cosmic!!）
- 9月18日 - 『ReLIT 2nd Anniversary!!〜君がくれた物語〜』開催。（飛行船シアター）
- 10月26日 - 『滝かなた 聖誕祭2023』開催。（池袋 DD LIVE CAFE cosmic!!）
- 11月22日 - 4thシングル『ウェディングベルが鳴り響く』を発売。サンシャインシティ 噴水広場にて発売記念フリーライブ開催。
- 12月25日 - 『ReLIT クリスマスライブ2023』開催。（川崎セルビアンナイト）

### 2024年
- 1月13日〜 - 【リアルアイドルプロジェクト】 シングル『トキメキUNITED』ミニライブスタート。
- 2月3日 - 『朝賀立 聖誕祭2024』開催。（池袋 DD LIVE CAFE cosmic!!）
- 2月9日 - 5thシングル『病みぃ・ラヴィ・Chocolate』を発売。広島駅南口地下広場にて発売記念フリーライブ開催。
- 2月22日 - 『綾野れん 聖誕祭2024』開催。（池袋 DD LIVE CAFE cosmic!!）
- 3月28日 - 『ReLIT POWER LIVE 2024』振替公演開催。（1000 CLUB）
- 4月17日〜21日 - SOLID STAR Produce vol.19『負けんな漫研!!!』朝賀立出演。（草月ホール）
- 5月6日 - 『ゴールデン！NO、雨天！もう待てん！ReLITゴールデンウィーク LIVE』開催。（川崎セルビアンナイト）
- 5月12日 - 『宮前まさや 聖誕祭2024』開催。（池袋 DD LIVE CAFE cosmic!!）
- 5月30日 - 『仁科ひびき 聖誕祭2024』開催。（池袋 DD LIVE CAFE cosmic!!）
- 6月7日 - 『ReLIT LOVE LIVE』開催。（NAGOYA JAMMIN）
- 6月29日 - ツアー『＃ReLITIME 〜keep a promise〜』開始。
- 7月15日 - 『黄ノ瀬はるき 聖誕祭2024』開催。（池袋 DD LIVE CAFE cosmic!!）
- 8月9日 - 『青野精一郎 聖誕祭2024』開催。（池袋 DD LIVE CAFE cosmic!!）
- 8月11日 - 『ReLIT SUMMER LIVE』開催。（1000 CLUB）
- 9月17日 - 『ReLIT 3rd Anniversary!! 〜解けない魔法〜』開催。（恵比寿ザ・ガーデンホール）
- 10月11日 - 2ndアルバム『RED』を発売。愛知県 アスナル金山・明日なる！広場にて発売記念フリーライブ開催。
- 10月26日 - 『滝かなた 聖誕祭2024』開催。（池袋 DD LIVE CAFE cosmic!!）
- 11月25日 - 『ReLIT ZEPP LIVE 2024 Live Diving』開催。（Zepp DiverCity）目標にしていたZepp DiverCityでのワンマンライブを開催。チケットを完売させる。
- 12月10日 - 宮前まさやソロイベント『M-Live』開催。（池袋 DD LIVE CAFE cosmic!!）
- 12月24日 - 『ReLITクリスマスライブ2024』開催。（横浜ランドマークホール）

### 2025年
- 1月11日 - 『ReLIT POWER LIVE 2025』開催。（品川ザ・グランドホール）
- 2月1日 - 6thシングル『船出Brand New World』を発売。アリオ橋本 1F屋外イベント広場にて発売記念フリーライブ開催。
- 2月5日 - 『朝賀立聖誕祭2025』開催。（川崎セルビアンナイト）
- 2月26日 - 『綾野れん聖誕祭2025』開催。（川崎セルビアンナイト）

## ディスコグラフィ

### CD
| No. | タイトル                   | 発売日         | 収録曲 | 作家 | 備考 |
| --- | -------------------------- | -------------- | --- | --- | ---- |
| 1   | 曇天、けふを往く           | 2021年10月29日 | ①曇天、けふを往く ②MOVING ON | ①作詞：青野精一郎／作曲編曲：阿久津健太郎 ②作詞作曲編曲：Six-O |      |
| 2   | ニヒっ                     | 2022年11月11日 | ①ニヒっ ②ライキーライキー | ①作詞：マンチ漢 & 青野精一郎／作曲：マンチ漢 ②作詞作曲：阿久津健太郎                                                                                                |      |
| 3   | “挑戦者”のテーマ           | 2023年5月12日  | ①“挑戦者”のテーマ ②ReLIT no Limit ③華火 ④“挑戦者”のテーマ (Instrumental) ⑤ReLIT no Limit (Instrumental) ⑥華火 (Instrumental)                                                  | ①作詞：青野精一郎／作曲：キタノコウヤ(from POP ART TOWN) ②作詞：阿久津健太郎 & マンチ漢／作曲編曲：阿久津健太郎 ③作詞作曲編曲：阿久津健太郎                         |      |
| 4   | ウェディングベルが鳴り響く | 2023年11月22日 | ①ウェディングベルが鳴り響く ②Dogi☆MagiしてられNight ③解けない魔法 ④ウェディングベルが鳴り響く(Instrumental) ⑤Dogi☆MagiしてられNight(Instrumental) ⑥解けない魔法(Instrumental) | ①作詞：青野精一郎／作曲編曲：キタノコウヤ(from POP ART TOWN) ②作詞作曲：ゴールデンくんか君／編曲：HIROYA & ゴールデンくんか君 ③作詞作曲：帖佐洋一／編曲：funnySkash |      |
| 5   | 病みぃ・ラヴィ・Chocolate  | 2024年2月9日   | ①病みぃ・ラヴィ・Chocolate ②ずるゐ ③病みぃ・ラヴィ・Chocolate(Instrumental) ④ずるゐ(Instrumental)                                                                             | ①作詞：青野精一郎／作曲編曲：キタノコウヤ(from POP ART TOWN) ②作詞作曲：マンチ漢／編曲：HIROYA                                                                      |      |
| 6   | 船出Brand New World        | 2025年2月1日   | ①船出Brand New World ②DON！CHAN！祭 ③ひとりじゃ叶えられない夢 ④船出Brand New World (Instrumental) ⑤DON！CHAN！祭 (Instrumental) ⑥ひとりじゃ叶えられない夢 (Instrumental)      | ①作詞：青野精一郎／作曲編曲：キタノコウヤ(from POP ART TOWN) ②作詞作曲編曲／Big Baby ③作詞作曲：帖佐洋一／編曲：funnySkash                                          |      |

### アルバム
| No. | タイトル | 発売日         | 収録曲 | 作家 | ボーカル                                                                      | 備考 |
| --- | -------- | -------------- | --- | --- | ----------------------------------------------------------------------------- | ---- |
| 1   | BLUE     | 2022年7月1日   | ①HELLO ②Lit up!! ③focus ④ギリギリ♡ハート ⑤フェイクなリアルでリアルを夢見て堕ちる ⑥月と太陽 ⑦カレイドスコープ ⑧青二才 ⑨君がくれた物語 ⑩ジャンプ!!                 | ①作詞：タニモトタカアキ／作曲：Ryota Nakai & 内野歩 & さいとう涼 ②作詞：青野精一郎／作曲：キタノコウヤ(POP ART TOWN) ③作詞作曲：ゴールデンくんか君 ④作詞作曲：森乃 ⑤作詞：ヨネヤマユキ／作曲：宮﨑歩 ⑥作詞：タニモトタカアキ／作曲：Ryota Nakai & 内野歩 & さいとう涼 ⑦作詞作曲：阿久津健太郎 ⑧作詞：青野精一郎 & 中島亮／作曲：遠藤優樹 ⑨作詞作曲：阿久津健太郎 ⑩作詞：野崎弁当(MeseMoa.)／作曲：Nobuhiro Takamoto                             | ⑥青野精一郎・綾野れん・黄ノ瀬はるき ⑦滝かなた・宮前まさや・仁科ひびき・朝賀立 |      |
| 2   | RED      | 2024年10月11日 | ①ムーンボウ・ファンタジー ②おばけたちのパレード ③Tomato Wonder Love ④FIRE ⑤HODO ⑥Two of us ⑦圧倒的、ラブケーション ⑧愛のスタッカート ⑨パギョタイム ⑩刹那に生きる | ①作詞：青野精一郎／作曲編曲：キタノ コウヤ (from POP ART TOWN) ②作詞：青野精一郎／作曲編曲：ヤマモトショウ ③作詞：ヨネヤマユキ／作曲編曲：宮﨑歩 ④作詞：kemkemkemmy／作曲：BLOCKYYY & Funk Uchino & さいとう涼／編曲：BLOCKYYY, さいとう涼 ⑤作詞作曲：マンチ漢／編曲：HIROYA ⑥作詞：モリタコータ・UiNA／作曲編曲：森田友梨 ⑦作詞作曲編曲：正論××P ⑧作詞作曲編曲：Gitaconga ⑨作詞作曲編曲：Gitaconga ⑩作詞作曲：ゴールデンくんか君／編曲：HIROYA | ⑥黄ノ瀬はるき・滝かなた ⑦綾野れん・朝賀立 ⑧青野精一郎・仁科ひびき・宮前まさや |      |

## ライブ

### 単独ライブ
| 公演日           | タイトル                                        | 会場 | 備考 |
| ---------------- | ----------------------------------------------- | --- | ---- |
| 2021/9/17        | ReLIT the FIRST                                 | 大田区民ホール・アプリコ |      |
| 2021/11/3～11/20 | ReLIT東名阪ツアー『ジャンプ!!』                 | 11/3 名古屋 名古屋CLUB QUATTRO 11/13 大阪 梅田CLUB QUATTRO 11/20 東京 新宿ReNY |      |
| 2022/1/3         | DDお正月ライブ2022 『ReLITお正月ライブ』        | 池袋 DDLIVECAFEcosmic!! |      |
| 2022/2/5～3/19   | ReLIT〜全国ライブハウスへいこうよ〜第1弾        | 2/5〜6 山口 周南RISING HALL 2/26 栃木 HEAVEN'S ROCK 宇都宮VJ-2 3/12〜13 熊本 熊本B.9 V2 3/19 岐阜 CRUB ROOTS |      |
| 2022/2/12        | ReLITバレンタインイベント2022                   | 横浜 YTJホール |      |
| 2022/6/25〜7/10  | ReLIT〜全国ライブハウスへいこうよ〜第2弾        | 6/25〜26 秋田 club SWINDLE 7/10 広島 SECOND CRUTCH |      |
| 2022/9/17        | ReLIT 1st Anniversary!!                         | 東京 神田明神ホール |      |
| 2022/9/25〜12/3  | ReLIT〜全国ライブハウスへいこうよ〜第4弾        | 9/25 福岡 DRUM SON 10/15 山梨 甲府CONVICTION 12/3 埼玉 西川口Hearts |      |
| 2022/10/8        | ReLIT定期公演(10月)                             | 神奈川 川崎セルビアンナイト |      |
| 2022/11/3        | ReLIT定期公演(11月)                             | 東京 表参道GROUND |      |
| 2022/12/31       | ReLIT定期公演(12月)                             | 東京 表参道GROUND |      |
| 2023/1/14        | ReLIT POWER LIVE 2023                           | 神奈川 1000CLUB |      |
| 2023/2/25        | ReLIT定期公演(2月)                              | 神奈川 YTJホール |      |
| 2023/3/4         | ReLIT定期公演(3月)                              | 神奈川 川崎セルビアンナイト |      |
| 2023/4/29〜8/5   | ReLIT ライブハウスツアー2023春夏-GAISEN!!!!!!!- | 4/29〜30 愛知 新栄シャングリラ 5/4 群馬 高崎Club JAMMERS 5/6 京都 京都MUSE 6/4 山形 山形テルサホール 6/17 新潟 新潟Live Hall GOLDEN PIGS RED STAGE 6/18 宮城 仙台CLUB JUNK BOX 7/8 神奈川 横浜YTJホール 7/30 大阪 心斎橋FANJ 8/5 東京 新宿ホリデー |      |
| 2023/9/18        | ReLIT 2nd Anniversary!!〜君がくれた物語〜       | 東京 飛行船シアター |      |
| 2023/12/25       | ReLIT クリスマスライブ2023                      | 神奈川 川崎セルビアンナイト |      |

| 2024年          | 2024年                                                         | 2024年                                                                                         | 2024年 | 2024年 |
| 公演日          | 公演名                                                         | 会場                                                                                           | 公演数 | 備考 |
| --------------- | -------------------------------------------------------------- | ---------------------------------------------------------------------------------------------- | ------ | --- |
| 2024/3/28       | ReLIT POWER LIVE 2024                                          | 神奈川 1000CLUB                                                                                | 2回    | 2024/1/4公演が延期、振替公演 |
| 2024/5/6        | ゴールデン！NO、雨天！もう待てん！ReLITゴールデンウィーク LIVE | 神奈川 川崎セルビアンナイト                                                                    | 2回    | |
| 2024/6/7        | ReLIT LOVE LIVE                                                | 愛知 NAGOYA JAMMIN’                                                                            | 2回    | |
| 2024/6/29〜7/19 | ＃ReLITIME 〜keep a promise〜                                  | 6/29 大阪 HEP HALL 7/5 愛知 新栄シャングリラ 7/12 宮城県 仙台DARWIN 7/19 神奈川 LAND MARK HALL |        | 6/29 テーマ『FUN』ユニット演目:朝賀/綾野/宮前 7/5 テーマ『COOL』ユニット演目:滝/仁科 7/12 テーマ『SWEET』ユニット演目:青野/黄ノ瀬 |
| 2024/8/11       | ReLIT SUMMER LIVE                                              | 神奈川 1000CLUB                                                                                | 2回    | |
| 2024/9/17       | ReLIT 3周年記念ライブ                                          | 東京 恵比寿ザ・ガーデンホール                                                                  | 1回    | |
| 2024/11/11      | ReLIT 2nd Album「RED」 発売記念 LIVE 〜全曲披露しちゃうよ！〜  | 神奈川 川崎セルビアンナイト                                                                    | 2回    | |
| 2024/11/25      | ReLIT ZEPP LIVE 2024 Live Diving                               | 東京 Zepp DiverCity                                                                            | 1回    | |
| 2024/12/24      | ReLIT クリスマスライブ2024                                     | 神奈川 横浜ランドマークホール                                                                  | 1回    | |

| 2025年  | 2025年                                             | 2025年                 | 2025年 | 2025年                                                            |
| 公演日  | 公演名                                             | 会場                   | 公演数 | 備考                                                              |
| ------- | -------------------------------------------------- | ---------------------- | ------ | ----------------------------------------------------------------- |
| 1月11日 | ReLIT POWER LIVE 2025                              | 品川ザ・グランドホール | 1回    |                                                                   |
| 4月26日 | ReLIT 47都道府県ツアー『アニマル王国バズリリット』 | 東京 新宿ReNY          | 2回    | セットリスト:1部ナマケモノ 2部レッサーパンダソ ロ:1部宮前/2部宮前 |
| 5月5日  | ReLIT 47都道府県ツアー『アニマル王国バズリリット』 | 熊本 熊本B.9 V2        | 2回    | セットリスト:1部アヒル/2部アルパカ ソロ:1部仁科/2部滝             |
| 5月6日  | ReLIT 47都道府県ツアー『アニマル王国バズリリット』 | 福岡 DRUM Be-1         | 2回    | セットリスト:1部ホッキョクグマ/2部プードル ソロ:1部青野/2部黄ノ瀬 |
| 5月17日 | ReLIT 47都道府県ツアー『アニマル王国バズリリット』 | 新潟 NEXS NIIGATA      | 2回    | セットリスト:1部オオカミ/2部ナマケモノ ソロ:1部綾野/2部綾野       |
| 5月24日 | ReLIT 47都道府県ツアー『アニマル王国バズリリット』 | 沖縄 桜坂セントラル    | 2回    | セットリスト:1部レッサーパンダ/2部アヒル ソロ:1部朝賀/2部青野     |
| 5月31日 | ReLIT 47都道府県ツアー『アニマル王国バズリリット』 | 三重 三重CLUB ROOTS    | 2回    | セットリスト:1部アルパカ/2部オオカミ ソロ:1部宮前/2部仁科         |
| 6月1日  | ReLIT 47都道府県ツアー『アニマル王国バズリリット』 | 岐阜 岐阜CLUB ROOTS    | 2回    | セットリスト:1部プードル/2部ホッキョクグマ ソロ:1部黄ノ瀬/2部滝   |
| 6月7日  | ReLIT 47都道府県ツアー『アニマル王国バズリリット』 | 宮城 仙台darwin        | 2回    | セットリスト:1部ナマケモノ/2部レッサーパンダ ソロ:1部朝賀/2部朝賀 |
| 6月8日  | ReLIT 47都道府県ツアー『アニマル王国バズリリット』 | 福島 郡山HIPSHOT JAPAN | 2回    | セットリスト:1部プードル/2部アヒル ソロ:1部綾野/2部黄ノ瀬         |
| 6月28日 | ReLIT 47都道府県ツアー『アニマル王国バズリリット』 | 島根 松江AZTiC canova  | 2回    | セットリスト:1部ホッキョクグマ/2部オオカミ ソロ:1部青野/2部仁科   |
| 6月29日 | ReLIT 47都道府県ツアー『アニマル王国バズリリット』 | 鳥取 米子AZTiC laughs  | 2回    | セットリスト:1部アヒル/2部アルパカ ソロ:1部滝/2部宮前             |

### その他のライブ、イベント

#### 2021年
- 10月26日 - 『超ハロウィン豊洲フェス2021 〜アナフェス×SUPER LIVE コラボ3DAYSP!!〜』出演。(豊洲PIT)
- 11月21日 - 『第34回ジュノン・スーパーボーイ・コンテスト最終選考会』オープニングアクト出演。
- 12月24日 - 『超！喰らいマックスエンタメ2021～喰らおー！ふるさと応援飯～』Supported By くじライブ 出演。
- 12月24日 - 『STEPUP!!vol.25』出演。(横浜YTJホール)

#### 2022年
- 1月10日 - パンダドラゴンZeppツアー2022 『Hop Step Zeeeeeepp!!』愛知公演オープニングアクト出演。
- 1月15日 - 『MAGNETIC FESTIVAL 番外編 会場使いませんか?と聞かれたので踊ってみたのイベントをやります~!』出演。(綾野れん、滝かなた)
- 1月22日 - 『Japan Expo Thailand2022 KAZE STAGE』映像出演
- 3月18日 - 『DD×RINDO LIVE』出演(豊洲PIT)
- 3月31日 - パンダドラゴンZeppツアー2022 『Hop Step Zeeeeeepp!!』福岡公演オープニングアクト出演。
- 4月9日 - 『THE SUPER FRUIT / 世が世なら!!! × ReLIT 合同スペシャルイベント』出演。（デックス東京ビーチ）
- 9月3日 - 『THE SUPER FRUIT / 世が世なら!!! × ReLIT 合同スペシャルイベント』出演。（イオンレイクタウン）

#### 2023年
- 2月4日、5日 - 『JAPAN EXPO THAILAND 2023』出演。（バンコク centralwOrld）
- 4月8日 - 『*ChocoLate Bomb!!×ReLIT ツーマンライブ』開催。（飛行船シアター）
- 4月15日、16日 - 『DMONSTER』綾野れん、滝かなた出演。（飛行船シアター）
- 4月23日 - 『*ChocoLate Bomb!!×ReLIT ツーマンライブ 追加公演』開催。（大手町三井ホール）
- 5月28日 - 『事務所対抗！メンズアイドル運動会FIELD DAY!!!!』出演。（アリーナ⽴川⽴⾶）
- 7月22日 - 『TSM学園祭2023 フェスれ！西葛西 〜そろそろ本気出します〜』出演。（東京スクールオブミュージック＆ダンス専門学校 西葛西）
- 7月25日 - 『踊ガチャvol.1』綾野れん、滝かなた出演。（1000 CLUB）
- 8月1日 - 『Howling 02』出演。（Zepp Haneda）
- 8月7日 - 『ピカピカチューンズ！ピカトーク！Vol.2』宮前まさや出演。（池袋 DD LIVE CAFE cosmic!!）
- 8月7日 - 『踊ガチャvol.2』青野精一郎、滝かなた、仁科ひびき出演。（1000 CLUB）
- 8月22日、23日、24日 - 『DMONSTER vol.2』綾野れん、滝かなた出演。（飛行船シアター）
- 8月26日 - 『おど推しっ！vol.8』綾野れん、青野精一郎、宮前まさや出演。（新宿HOLIDAY）
- 9月2日 - 『熱く！開幕！大爆発！〜ReLIT 大阪夏の陣〜』出演。（大阪府 OSM・DA・OSM高等専修学校 校舎）
- 9月23日 - 『ラムネ商店街 ワンマンライブ』2部のみゲスト出演。（横浜YTJホール）
- 10月8日 - 『RINDO LIVE-踊ってみたHalloween編-』綾野れん出演。（吉祥寺CLUB SEATA）
- 10月13日 - 『MissMoa.主催対バンライブ～不死鳥～』りりっ娘出演。（豊洲PIT）
- 10月28日 - 『ニコこれ 〜メンズこれくしょんvol.14〜』宮前まさや出演。（HOLIDAY SHINJUKU）
- 10月31日 - 『DDハロハロウィンライブ2023』1部：青野精一郎、黄ノ瀬はるき、宮前まさや 2部：ReLIT出演。（1000 CLUB）
- 11月18日、19日 - 『TALE Festival Premium 2023』出演。（香港・Music Zone@E-Max）
- 12月1日 - 『DDベイビーズ3期5周年ライブ さんかけるご』朝賀りゅう、黄ノ瀬はるき出演。（池袋 DD LIVE CAFE cosmic!!）
- 12月5日 - 『もちもちのふぁんふぁ〜れ』仁科ひびき出演。（川崎セルビアンナイト）

#### 2024年
- 1月17日 - パンダドラゴン ライブハウスツアー2023『おもちゃばこ』追加公演、オープニングアクト出演。（豊洲PIT）
- 1月24日 - 『たくはるおとしゅんの歌イベント〜香港のタクシーで決まりました〜』黄ノ瀬はるき出演。（池袋 DD LIVE CAFE cosmic!!）
- 2月5日 - 『踊ガチャvol.6』青野精一郎、仁科ひびき、宮前まさや出演。（1000 CLUB）
- 2月15日 - 『PARTY PARTY 1stワンマンライブ 〜ナシゴレンパーティ2024年冬〜』綾野れん、滝かなた出演。（代官山UNIT）
- 2月20日 - 『DDフリラ2』出演。（KT Zepp Yokohama）
- 3月9日、10日 - 『DMONSTER Vol.3』綾野れん、滝かなた出演。（飛行船シアター）
- 4月2日 - 『SHIBUYA REAL IDOL PROJECT』出演。（SHIBUYA WWWX）
- 4月13日、14日 - 『リアルアイドルフェスティバル』出演。（東京ガーデンシアター）
- 4月27日 - 『ニコニコ超会議 クリエイタークロス』出展。幕張メッセ 国際展示場 スペースNo.H3 お-46 ア
- 5月16日 - 『ニコこれvol.320』綾野れん、滝かなた出演。（新宿BLAZE）
- 5月19日 - 『リアプロ運動会』出演。（アリーナ立川立飛）
- 5月20日 - 『ピカピカチューンズ！2周年記念ワンマン&新体制ライブ』宮前まさや出演。（川崎セルビアンナイト）
- 5月24日 - 『TOBYHOMES presents アッセンブル〜かずたん生誕祭&HIDE生誕祭〜』2部のみ綾野れん出演。（横浜みなとみらいブロンテ）
- 6月3日 - 『え〜すけのソロイベント その5～ソロイベに呼んでくださいと言われたので宮前さんを呼んでみました～』宮前まさや出演。（池袋 DD LIVE CAFE cosmic!!）
- 6月25日 - 『DDフリラ3』出演。（豊洲PIT）
- 6月30日 - 『ReLIT×TSM スペシャルライブ！ 〜Re:熱く！開幕！大爆発！〜』出演。（東京スクールオブミュージック＆ダンス専門学校 西葛西）
- 7月26日 - 『ピカピカチューンズ！ワンマンライブ「なつがきたよ！の巻」』宮前まさや出演。（池袋 DD LIVE CAFE cosmic!!）
- 8月5日 - 『メロメロ1stワンマンライブ〜美味しいご飯屋さんで決まりました〜』黄ノ瀬はるき出演。（川崎セルビアンナイト）
- 8月26日〜28日 - 『DDParty2024』出演。（豊洲PIT）
- 9月1日 - 『*ChocoLate Bomb!! パシフィコ横浜公演』オープニングアクト出演。（パシフィコ横浜 国立大ホール）
- 9月16日 - 『渚こうた聖誕祭2024』綾野れん、宮前まさや出演。（川崎セルビアンナイト）
- 9月27日 - 『PARTY PARTY 2nd ワンマンライブ 〜ミーゴレンパーティ〜』綾野れん、滝かなた出演。（1000 CLUB）
- 10月20日 - 『日本女子大学 目白祭』出演。（日本女子大学目白キャンパス 野外ステージ）
- 10月27日 - 『帝京大学 青舎祭』出演。（帝京大学 八王子キャンパス キュリオシティホール）
- 10月28日 - 『PARTY PARTY トークショー 生パリ中継』綾野れん、滝かなた出演。（I'MA SHOW）
- 11月4日 - 『DMONSTERvol.4』綾野れん、滝かなた出演。（飛行船シアター）
- 11月9日 - 『実践女子大学 常磐祭』出演。（日野キャンパス 野外ステージ）
- 11月10日 - 『流通科学大学・学園祭』出演。（兵庫県 流通科学大学）
- 11月16日 - 『男だらけの踊り手大運動会2024』綾野れん、滝かなた出演。（ドーム立川立飛）
- 12月10日 - 宮前まさやソロイベント『M-Live』宮前まさや出演。（池袋 DD LIVE CAFE cosmic!!）
- 12月17日 - 『ピカピカチューンズ！ワンマンライブ「ふゆがきたよ！」の巻』宮前まさや出演。（川崎セルビアンナイト）
- 12月23日 - 『メロメロ2ndワンマンライブ〜衣装に相応しい季節が来ました〜』黄ノ瀬はるき出演。（YTJホール）

#### 2025年
- 1月19日 - 『DD×RINDO 新春SP』出演。（TOKYO GARDEN THEATER）
- 2月7日、8日、9日 - 『JAPANEXPO THAILAND 2025』出演。（タイ・セントラル ワールド）
- 3月10日 - 『ピカピカチューンズ！ワンマンライブ「今日は3人です」の巻』宮前まさや出演。（川崎セルビアンナイト）
- 3月14日 - パンダドラゴン 日本武道館公演『〜あいどるおぶぽっぷ!!!!!!〜』オープニングアクト出演。（日本武道館）
- 3月20日 - 『推しブクロ』出演。（池袋harevutai）
- 3月27日 - 『宮前まさや×かけるペアライブ　香港で急激に仲良くなった2人が、いつの間にかペアライブを開催するみたいですよ？？』宮前まさや出演。（池袋 DD LIVE CAFE cosmic!!）

## 出演

### 配信番組

#### 2024年
- 5月14日 - 『DDステーション！！[7]vol.2』黄ノ瀬はるき出演。（ばぐちか）
- 5月21日 - 『DDステーション！！vol.3』青野精一郎出演。（ばぐちか）
- 5月28日 - 『DDステーション！！vol.4』仁科ひびき出演。（ばぐちか）
- 6月11日 - 『DDステーション！！vol.6』綾野れん出演。（ばぐちか）
- 6月18日 - 『DDステーション！！vol.7』滝かなた出演。（ばぐちか）
- 6月26日 - 『DDステーション！！vol.8』宮前まさや出演。（ばぐちか）
- 7月2日 - 『DDステーション！！vol.9』朝賀立出演。（ばぐちか）
- 7月16日 - 『DDステーション！！vol.11』青野精一郎出演。（ばぐちか）
- 7月24日 - 『DDステーション！！vol.12』黄ノ瀬はるき出演。（ばぐちか）
- 7月30日 - 『DDステーション！！vol.13』仁科ひびき出演。（ばぐちか）
- 8月7日 - 『DDステーション！！スペシャル！』綾野れん出演。（神田明神ホール）
- 9月3日 - 『DDステーション！！vol.14』朝賀立出演。（ばぐちか）
- 9月18日 - 『DDステーション！！vol.16』宮前まさや出演。（ばぐちか）
- 9月24日 - 『DDステーション！！vol.17』滝かなた出演。（ばぐちか）
- 10月1日 - 『DDステーション！！vol.18』黄ノ瀬はるき出演。（ばぐちか）
- 10月8日 - 『DDステーション！！vol.19』青野精一郎出演。（ばぐちか）
- 10月29日 - 『DDステーション！！vol.21』滝かなた出演。（ばぐちか）
- 11月6日 - 『DDステーション！！vol.22』宮前まさや出演。（ばぐちか）
- 11月13日 - 『DDステーション！！vol.23』黄ノ瀬はるき出演。（ばぐちか）
- 11月20日 - 『DDステーション！！vol.24』綾野れん出演。（ばぐちか）
- 11月27日 - 『DDステーション！！vol.25』朝賀立出演。（ばぐちか）
- 12月9日 - 『DDステーション！！スペシャル！vol.3』青野精一郎出演。（横浜YTJホール）

### テレビ
- TOKYO MX『TOKYOリアルアイドルプロジェクト』出演。（2024年1月6日放送）
- TVK『関内デビル』黄ノ瀬はるき出演。（2024年1月19日放送）
- 日本テレビ『バズリズム02』滝かなた出演。（2024年3月22日放送）
- TVK『13分のステージ』出演。（2024年3月28日放送）

### ラジオ
- FM FUJI『DDのDokiDokiラジオ』サブパーソナリティ 黄ノ瀬はるき
- FM岩手『夕刊ラジオ』黄ノ瀬はるき出演。（2025年2月25日）
- FM仙台『Morning Brush』朝賀立出演。（2025年2月26日）
- FM山形『RAMP.』黄ノ瀬はるき出演。（2025年2月28日）
- FM滋賀『キャッチ！』綾野れん出演。（2025年03月4日）
- FM福島『ふくしまFMニュース』朝賀立出演。（2025年3月4日）
- FM新潟『SOUND SPLUSH』綾野れん出演。（2025年03月5日）
- FM沖縄『Radio dub』黄ノ瀬はるき出演。（2025年3月6日）
- FM徳島『Station×Station』仁科ひびき出演。（2025年3月10日）
- FM香川『JOY-U CLUB』仁科ひびき出演。（2025年3月10日）
- DARAZ FM『ひるまえSwitCHEER』青野精一郎出演。（2025年3月11日）
- BSS山陰放送ラジオ『ラフリー』青野精一郎出演。（2025年3月11日）
- FM愛媛『Groovy Radio Caravan』仁科ひびき出演。（2025年3月11日）
- FM NORTH WAVE『RADIO GROOVE』黄ノ瀬はるき出演。（2025年3月13日）
- RKC高知 『ぶちぬきFRIDAY』仁科ひびき出演。（2025年3月21日）
- HBCラジオ『DIG IDOL』黄ノ瀬はるき出演。（2025年3月21日）
- AIR-G’FM北海道『Pre palette』黄ノ瀬はるき出演。（2025年3月25日）
- FM GIFU 『TWILIGHT MAGIC』滝かなた出演。（2025年3月31日）
- Inter FM『rockfield 897』青野精一郎、黄ノ瀬はるき、宮前まさや、仁科ひびき出演。（2025年4月14日）

### 舞台
- ミュージカル『Phantom Quest ファントム クエスト』青野精一郎、朝賀立出演。HYタウンホール(2020年11月5日～15日)
- 舞台『負けんな漫研!!!』朝賀立出演。草月ホール(2024年4月17日～21日)
- 胸キュン朗読劇『Sweet Love Theater』青野精一郎、朝賀立、黄ノ瀬はるき出演。浅草花劇場(2024年10月30～31日)